# Rathaus (Bremgarten)

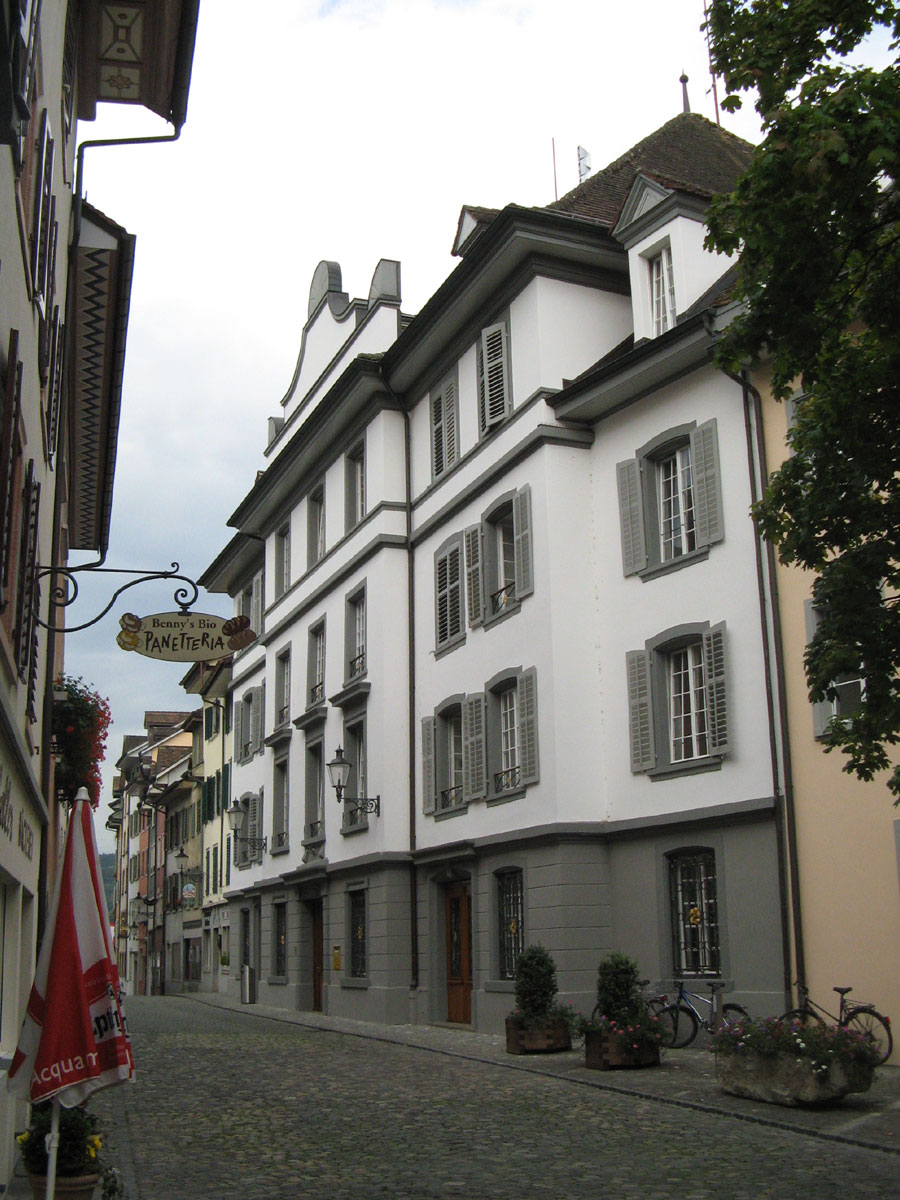
Rathaus Bremgarten

Das Rathaus ist der Sitz der Stadtverwaltung von Bremgarten in der Schweiz. Es befindet sich am Rathausplatz am Westrand der Oberstadt, unmittelbar über dem steilen Abhang zur Unterstadt. Das heute bestehende klassizistische Gebäude entstand 1817/19 anstelle des spätmittelalterlichen Vorgängerbaus. Das Rathaus beherbergt auch das Bezirksgericht des Bezirks Bremgarten.

## Geschichte
Verhandlungen des Stadtrates und des Gerichts fanden spätestens ab 1243 im Wohnhaus des Schultheissen statt. 1429 erfolgte die erste urkundliche Erwähnung eines eigentlichen Rathauses als «stuba magna». Für die Jahre 1517 bis 1519 ist eine Erneuerung des spätgotischen Gebäudes dokumentiert. Abgesehen von einem neuen Renaissance-Portal um 1650 blieb das Rathaus in den folgenden Jahrhunderten im Wesentlichen unverändert.
1812 erteilte die Stadt den Auftrag, einen Neubau am selben Standort zu entwerfen. Der Entwurf von Baumeister Rey aus Muri erschien jedoch als zu teuer, weshalb der Rat Fidel Leimbacher aus Sins mit der weiteren Planung betraute. Die Bauarbeiten begannen im Frühjahr 1817 unter Leimbachers Aufsicht und waren zwei Jahre später vollendet. 1912 wurde das Gebäude um ein Stockwerk aufgestockt.
Wegen Platzmangels musste das Rathaus 1973 erneut vergrössert werden. Dazu riss man an der Nordostseite zwei Bürgerhäuser ab und ersetzte sie durch einen Erweiterungsbau, der stilistisch dem eigentlichen Rathaus angepasst ist.

## Gebäude
Das klassizistische Reihenhaus überragt seine Nachbargebäude deutlich und ist mit seiner repräsentativen Schaugiebelfront einem kleinen Vorplatz zugewandt. Das Erdgeschoss besteht aus einem Bossenwerk und hebt sich klar von den oberen Stockwerken ab. Mit der stilgerecht durchgeführten Aufstockung gingen die ursprünglichen Proportionen verloren, was jedoch durch den Bau eines flach geneigten Walmdachs anstelle des früheren Satteldachs abgemildert werden konnte. Ein geschweifter Attikagiebel hebt den vorspringenden Mittelrisalit hervor. Die Fenster im Erdgeschoss weisen Empire-Gitter mit vergoldeten Wirbelrosetten auf. Einziges bauliches Überbleibsel des alten Rathauses ist das in einem Kuppelgewölbe im Erdgeschoss befindliche ehemalige Stadtarchiv; es wird heute als Sitzungszimmer verwendet.
Drei Räume im ersten Stockwerk sind von kunsthistorischem Interesse. Der Gerichtssaal – die ehemalige Ratsstube – ist im Empirestil gehalten und besitzt reliefverzierte Täfer sowie einen mit Landschaften und Blumenmotiven blau bemalten Kuppelofen aus dem Jahr 1777. Mit Louis-seize-Täfern geschmückt ist die Gerichtskanzlei. Das Zimmer des Gerichtspräsidenten schmücken nebst Täfern auch handbedruckte Rixheimer Tapeten aus dem Jahr 1819; sie sind im Stil der Schweizer Kleinmeister gehalten und zeigen volkstümliche Hirtenszenen in idealisierten Landschaften.